# Tóti község
Tóti község (románul: Comuna Tăuteu) község Bihar megyében, Romániában. Központja Tóti, beosztott falvai Bisztraterebes, Bozsaly, Cséhtelek, Rétimalomtanya.

## Népessége
A 2011-es népszámlálás adatai alapján a község népessége 4063 fő volt.